# Global Gladiators
Global Gladiators, även kallat Mick and Mack: Global Gladiators, är ett plattformsspel från 1992 utvecklat av Virgin Interactive, och ursprungligen programmerat av David Perry till Sega Mega Drive och senare porterat av bland andra Virgin Interactive i Europa (med hjälp av Graftgold och Krisalis Software) till Sega Master System, Sega Game Gear och Commodore Amiga. En SNES-version var också på gång, men släpptes aldrig. Spelet är McDonald's -baserat och har ett miljöpolitiskt budskap.

### Fotnoter
1. ↑  ”Mick & Mack as the Global Gladiators” (på engelska). SNES Central. http://www.snescentral.com/article.php?id=0846. Läst 1 maj 2014.